# Рисові бунти
«Рисові бунти» — масові соціальні заворушення в Японії 3 серпня — 17 вересня 1918 р. як протест проти спекулятивних цін на рис — основного продукту харчування японців.
Ці соціальні заворушення були викликані економічною нестабільністю в повоєнний час.
Перший протест відбувся 3 серпня 1918 року в маленькому рибацькому місті Уодзу, префектура Тояма. Протест починався з подачі прохання, що викликало заворушення, швидко переросли в бунти, страйки, пограбування, нападу на відділення поліції та урядові установи, збройні зіткнення.
Взявши на себе відповідальність за крах громадського порядку, 17 вересня 1918 року прем'єр-міністр Терауті Масатаке і його кабінету пішли у відставку. Рисові бунти були остаточно придушені в жовтні 1918 року за допомогою військ і поліції.

## Події
У сільському господарстві Японія панували майже середньовічні порядки. Процес обезземелення супроводжувався зростанням кількості орендарів та напіворендарів. Висока натуральна орендна плата (60-70% урожаю), високі ціни на добрива, рис, заборгованість лихварям та монополістичним компаніям прирікали селян на хронічні злидні, голод і деградацію.
Чергове підвищення цін викликало масове обурення, відоме під назвою «рисових бунтів». У серпні 1918 р. жінки рибалок у префектурі Тояма захопили навантажений рисом корабель та декілька складів. Через кілька днів в Кіото (історичній столиці Японії) юрби голодних почали захоплювати магазини й ділити рис. У містах Осака, Кобе і Нагая тисячі людей вийшли на вулиці, вимагаючи зниження цін на рис та інші продукти харчування. Народне повстання охопило три столичні округи (Токіо, Кіото, Осака) та 36 префектур. Незадоволені захоплювали рисові склади і вперто протистояли військам, які уряд посилав для наведення порядку. За якихось два-три тижні «рисові бунти» охопили майже всю Японію.      
У цей період на вулицях були не тільки масові заворушення, але й трудові конфлікти на фабриках були звичайною справою. У 1918 році понад 66 000 робітників були залучені в 417 окремих спорів. Ці цифри можуть здатися мізерними за сучасними стандартами, але їх потрібно порівняти з цифрою менше ніж 1,5 мільйона робітників, зайнятих на всіх заводах того часу. Люди в Осаці 12 серпня 1918 року, наприклад, відчували, «ніби справді прийшла революція»
Кількість учасників досягла 10 млн. До них приєдналися шахтарі й рудокопи острова Косю, робітники сталеливарних і суднобудівних заводів концерну «Міцубісі». Однак стихійність, розпливчастість вимог учасників «рисових бунтів» прирікали їх на невдачу. Урядові структури, зокрема армія і поліція, зуміли локалізувати цей рух, роздробити його й придушити.

## Наслідки
Понад 7 тисяч учасників повстань заарештували, відправили на каторгу або засудили до тривалого ув'язнення. Тисячі людей було вбито й поранено під час сутичок. Уряд суворо заборонив публікувати будь-які повідомлення про ці події. Одначе «рисові бунти» серйозно вплинули на внутрішнє становище, підштовхнувши демократичні сили країни до згуртування.

## Джерело
1. 1 2  Рожик, М.Є.; Ерстенюк, М.І.; Пасічник, М.С.; Сухий, О.М.; Федик – К, І.І. (1998). Всесвітня історія: Новітні часи: 1914-1945 роки. Генеза.
2. ↑  Green Before Their Time? the Pre-war Japanese Anarchist Movement. War, Revolution and Japan. Routledge. 18 липня 2005. с. 85—102. ISBN 978-0-203-98998-2.